# Elias Vorlicek
Elias Vorlicek (* 12. März 1951 in Lindau) ist ein ehemaliger deutsch-kanadischer Eishockeyspieler. Er war in Deutschland unter anderem für den Mannheimer ERC aktiv.

## Karriere

### Kanada
Der gebürtige Allgäuer Vorlicek wuchs in Kanada auf, nachdem seine Eltern ausgewandert waren. Er spielte während seiner Karriere als Stürmer und begann diese bei der Michigan Technological University in der NCAA. Aufgrund seiner geringen Körpergröße von 168 cm war ihm wohl eine Karriere in der NHL verwehrt geblieben.

### Deutschland
Nach vier Spielzeiten in Kanada in welchen ihm in 112 Spielen insgesamt 21 Treffer und 40 Torvorlagen gelangen, wechselte er nach Deutschland in die Eishockey-Bundesliga zum EV Füssen. Seine erfolgreichste Zeit hatte Vorlicek allerdings bei dem Mannheimer ERC. Dort spielte er von 1978 bis 1981 dann drei überragende Spielzeiten. In 172 Spielen gelangen ihm 72 Tore und 80 Torvorlagen. Mit dem Team wurde er in der Saison 1979/1980 unter Trainer Heinz Weisenbach Deutscher Meister. Nach seinem Weggang aus Mannheim 1981 spielte er zunächst eine Saison für den ERC Freiburg. Auch hier konnte er in 45 Spielen, insgesamt 41 Scorerpunkte erzielen (10 Tore und 31 Torvorlagen). Danach wechselte er über den REV Bremerhaven und den EA Kempten 1984 für drei Jahre nach Frankfurt, zur damaligen Eishockeyabteilung der Eintracht Frankfurt, den jetzigen Frankfurt Lions. Mit dieser Mannschaft gelang ihm in der Saison 1986/1987 der Aufstieg in die Eishockey-Bundesliga. In der nachfolgenden Saison machte er 54 Spiele für die Frankfurter und erzielte dabei 19 Tore und gab 28 Vorlagen. In den nächsten beiden Spielrunden spielte er jeweils für den EC Kassel, jetzt Kassel Huskies und den EHC Essen-West in der 2. Eishockey-Bundesliga. Auch bei diesen beiden Mannschaften zeigte er sich als fleißiger Punktesammler und traf in 68 Spielen insgesamt 63 mal in das gegnerische Tor. Dazu kamen noch 80 Torvorlagen. Der Punktejäger Elias Vorlicek, der in seiner Karriere pro Spiel fast einen Scorerpunkt erzielte, beendete 1989 seine aktive Laufbahn.

## Nach der aktiven Karriere
Vorlicek ist seit 2008 Director of Hockey Operations und Trainer der Okanagan Hockey School mit Sitz in St. Pölten, Österreich.